# Open banking
L'open banking è un termine relativo all’ambito dell’innovazione nei servizi finanziari che fa riferimento a:
- utilizzo di open API che consentono ad un’applicazione di avere accesso ai dati degli istituti bancari e finanziari;
- maggiori possibilità di trasparenza finanziaria per proprietari di account che variano da open data a dati privati;
- utilizzo di tecnologie open source per ottenere quanto sopra.

Il principio dell'open banking è quello per cui informazioni e transazioni finanziarie possono essere fruite dai clienti liberamente senza vincoli. Tale concetto può essere letto alla stregua di una declinazione del concetto di Open Innovation, paradigma caro ad Henry Chesbrough. È strettamente correlato ai cambiamenti nelle disposizioni relative alla titolarità dei dati personali illustrati da diversi regolamenti (su tutti il GDPR) e paradigmi come gli Open Data.

## Storia dell’open banking
Nell’ottobre 2015, il Parlamento Europeo ha promulgato una nuova normativa sui pagamenti digitali, la Payment Services Directive, nota come PSD2. La nuova direttiva mira a promuovere lo sviluppo e la diffusione dei sistemi di pagamento innovativi attraverso l’open banking, introducendo l'obbligo per le banche di aprire API e dati del cliente a società terze, ovviamente previo suo consenso.
Nell’agosto del 2016, il CMA del Regno Unito ha emesso una sentenza che ha richiesto alle nove più grandi compagnie bancarie (HSBC, Barclays, RBS, Santander, Bank of Ireland, Allied Irish Bank, Danske Bank, Lloyds e Nationwide) di permettere alle startup autorizzate l’accesso diretto ai propri dati.
Il nuovo regolamento sui servizi di pagamento, la PSD2, è entrato in vigore il 13 gennaio 2018 e si fonda sugli standard e i sistemi creati dalla Open Banking Limited, una organizzazione non-profit, fondata specificatamente per quest’attività. L’applicazione, ad ogni modo, è responsabilità della Competition e Markets Authority, mentre la protezione per i consumatori deve essere garantita dalle banche (per quel che riguarda i pagamenti) e dalla Information Commissioner’s Office (per il trattamento dei dati). 
A partire dal 14 settembre 2019, la PSD2 è diventata ufficialmente attuativa nei Paesi dell'Unione Europea, inclusa l'Italia. Da tale data le banche sono obbligate a condividere alcune informazioni dei propri correntisti con terze parti, qualora autorizzate dal cliente stesso in accordo con il RGPD.